# Wyżyna Woźnicko-Wieluńska

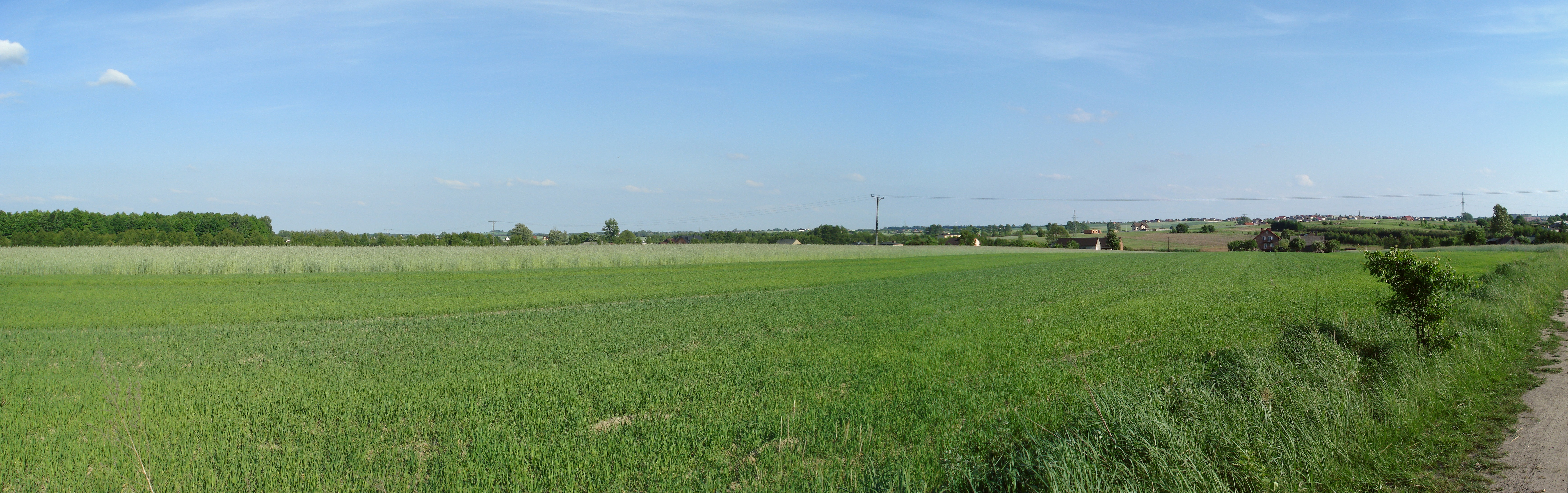
Typowy krajobraz Wyżyny Wieluńskiej, Kłobuck

Wyżyna Woźnicko-Wieluńska (341.2) – makroregion geograficzny położony w południowej Polsce. Stanowi północną część Wyżyny Śląsko-Krakowskiej. Nazwa nawiązuje do miast leżących na krańcach regionu – Woźniki i Wieluń.

## Charakterystyka
Wyżyna Woźnicko-Wieluńska zajmuje powierzchnię 3740 km². Od północy graniczy z Niziną Południowowielkopolską, od wschodu z Wyżyną Małopolską i Wyżyną Krakowsko-Częstochowską, od południa z Wyżyną Śląską i od zachodu i południowego zachodu z Niziną Śląską.
Najwyżej wznosi się na południu, gdzie wysokość przekracza 350 m n.p.m. i opada ku północy do 220–300 m n.p.m. W jej rzeźbie zaznaczają się trzy pasma wzniesień – progi, odpowiadające wychodnia bardziej odpornych skał górnego triasu i jury. Zapadają one monoklinalnie ku północnemu wschodowi, kryjąc się pod pokrywa osadów trzeciorzędowych i czwartorzędowych. Subsekwentne obniżenie między progami wypełniają osady plejstoceńskie, głównie ze zlodowaceń środkowopolskich. Obszar znajduje się w dorzeczu Odry. Jest rozcinany przez doliny Warty i jej dopływów.
Najwyższym wzniesieniem jest Góra Trzech Rzek (386 m n.p.m.) położona koło Markowic w gminie Koziegłowy.

## Podział na mezoregiony
Wyżyna Woźnicko-Wieluńska dzieli się na mezoregiony: Wyżyna Wieluńska, Obniżenie Liswarty, Próg Woźnicki, Próg Herbski, Obniżenie Górnej Warty i Obniżenie Krzepickie.

## Miasta
Główne miasta: Częstochowa, Działoszyn, Kłobuck, Lubliniec, Myszków, Pajęczno, Praszka, Woźniki i Wieluń.